# TiARY TV
『TiARY TV』（ティアリィティーヴィー）は、日本のテレビ神奈川で2016年7月1日から2020年12月27日まで放送されていた情報バラエティ番組。

## 概要
テレビ神奈川（tvk）で放送する美容などを扱う情報バラエティ番組。2016年に番組を開始し、番組名、出演者の変更もありながら継続している。番組終了後はTiARY TV公式サイト、FRESH! by AbemaTV、YouTubeでも配信。美容を軸にしながらも、お笑いや音楽情報など毎日が120％充実するトレンド情報をゆるいテイストで取り上げた。開始時の番組コンセプトは「金曜深夜の女子会番組」。収録場所は「ピッツァ バール ナポリの窯 麻布十番店」。
放送するテレビ神奈川は番組制作にかかわっておらず、2019年10月現在、TBS関連会社のTBSディグネット、東通が関わり、またTBS系列で『ランク王国』を制作していたティー・ゾーン（T-ZONE）が一貫して制作に関わっていた。
定期的に番組MC陣がそのままMCを務める音楽とファッションのフェス「TiARY TV Fes!!」を開催していた。
2020年12月27日に最終回。初のロケ企画も行った。

## 番組名と時間帯の変遷

### TiARY TV
放送時間 = 土曜 1:00 - 1:30（金曜深夜）
放送期間 = 2016年7月1日 - 2017年3月
- 青木隆治、紗倉まな、今井華、みちょぱ（池田美優）の4MCでスタート。メイクアップゲストとしてHIROKIが準レギュラー。

### TiARY TV プラスVR
放送時間 = 金曜 18:00 - 18:30
放送期間 = 2017年4月7日 - 2018年12月
- 青木隆治、池田美優、紗倉まなが継続。コーナーレギュラーにせきぐちあいみ。VRを謳うように、せきぐちがMCとなるVR動画のコーナーが不定期で生まれた。高城亜樹、ざわちんが途中加入。

### TiARY TV かまってちゃん
放送時間 = 月曜 1:00 - 1:30（日曜深夜）
放送期間 = 2019年1月7日 - 9月 
- 青木がMC卒業し、ブルボンヌに交代。新アシスタントであった高城亜樹が8月までに降板し、以降の代打として内田眞由美が加わる。

### TiARY TV kirari
放送時間 = 月曜 1:00 - 1:30（日曜深夜）放送期間 = 2019年10月7日 - 2020年12月27日 
- MC陣が再び変更。明日花キララを新ホストに迎え、紺野ぶるま、内田眞由美、紗蘭がレギュラーとなる[4]。2019年11月分より内田が降板し、なちょすが新レギュラーとなる。
- 2020年より明日花、紺野を固定させ、ほか2人が準レギュラーとして月代わりの体制となる。2019年12月よりモデルの華、2020年1月より越智ゆらの、4月よりれいぽよ（土屋怜菜）、8月より忍野さらが準レギュラー加入。12月から最終1カ月間は森咲智美が加入。

## 出演者

### レギュラー
- 明日花キララ
- 紺野ぶるま

### 月替わり準レギュラー（うち2名が出演）
- 紗蘭
- なちょす（徳本夏恵）
- 華
- 越智ゆらの
- れいぽよ（土屋怜菜）
- 忍野さら

### 過去の出演者
番組公式サイトではファミリーメンバーとして出演者枠のまま（前述のレギュラー出演者と同じくくり）となっている。
- ブルボンヌ[5]
- 高城亜樹
- ざわちん[6]

- せきぐちあいみ
- 青木隆治
- 池田美優(みちょぱ)
- 紗倉まな
- こんどうようぢ
- 今井華
- スイーツイケメンズ（時人、内藤秀一郎）
- 内田眞由美

## スタッフ
- ナレーション：青山玲奈
- 構成：佐藤しっかり、百武健之
- アドバイザー：高橋良輔
- 協力：東通、Auraスタジオ
- プロデューサー・演出：和泉大樹
- フロアディレクター：たかしまさんとす
- 企画：インバースホールディングス
- 制作：T-ZONE
- 制作著作：INVERSE-HD

### 過去のスタッフ
- ナレーション：加藤里穂菜
- 制作：TBSディグネット
- 協力：エイベックスホールディングス